# Wehrbleck
Die Gemeinde Wehrbleck gehört zur Samtgemeinde Kirchdorf, Landkreis Diepholz in Niedersachsen und hat rund 800 Einwohner.

## Geografie
Zur Gemeinde gehören die Ortsteile Wehrbleck Dorf, Wehrblecker Heide, Buchhorst, Nordholz, Nutteln und Strange. Durch das Gemeindegebiet fließen die Flöte und die Aue.
Das Mittlere Wietingsmoor ist ein 298 Hektar großes Naturschutzgebiet.
Das 710 Hektar große Neustädter Moor-Regenerationsgebiet befindet sich in Varrel und Wehrbleck.
Das 1599 Hektar große Nördliche Wietingsmoor befindet sich auch mit einem kleinen Teilgebiet im Gebiet von Wehrbleck.

## Geschichte
Der Name der über 700 Jahre alten Gemeinde geht auf ein altes Adelsgeschlecht zurück.
Nach Karl H. Schneider war Wehrbleck vermutlich zunächst aus einem Meierhof hervorgegangen. Östlich davon entwickelten sich, in der Zeit lange vor der Bauernbefreiung, die Kötnerstellen: „Im 16. Jahrhundert verfügte Wehrbleck schon über 12 Hofstellen, wobei einem Meierhof zwei halbe Höfe, acht Kötner und ein Brinksitzer gegenüberstanden. Bis 1677 verdichtete sich die Bebauung bei den Kötnerhöfen, während die großen Hofräume der drei Meier unangetastet blieben. Außerdem dehnte sich der Ort nach Norden aus. 1677 hatte sich die Zahl der Hofstellen durch die Ansetzung von Kleinstellen auf 18 erhöht. Neben der Zunahme der Kleinstellen ist die innere Differenzierung der Kötner bemerkenswert, die in Fahrkötner (mit Pferdebesitz), halbe Fahrkötner, Handkötner, Dreiviertel- und Viertelhandkötner unterschieden werden. (...) 1677 nennen die Akten für die 18 Wehrblecker Höfe insgesamt 35 Pferde, also knapp 2 je Hof, 8 Fohlen, 76 Kühe, 71 Rinder, 48 Schweine, 10 Bienenstöcke und 169 Schafe.“ Nach einer Aufstellung von 1767 werden aus Wehrbleck 15 Männer genannt, die nach Holland gingen, um Torf zu stechen, Gras zu mähen oder Gartenarbeit zu verrichten: „Die meisten verließen ihren Ort Mitte April und kehrten im Juni und Juli zurück. Sie verdienten Brutto zwischen 18
und 40 Reichstaler (rt.), wovon nach Abzug der Lebensmittel, der Reisekosten und der Kleidungskosten 6 bis 21 rt. übrig blieben.“
Wehrbleck gehört bezüglich der protestantischen Einwohner zum Kirchspiel Varrel.

## Politik

### Gemeinderat
Der Gemeinderat aus Wehrbleck setzt sich aus 9 Ratsfrauen und Ratsherren zusammen.
- UWG Wehrbleck 9 Sitze

(Stand: Kommunalwahl am 11. September 2021)

### Bürgermeister
Seit 2001 war Heinrich Schwenker ehrenamtlicher Bürgermeister der Gemeinde Wehrbleck. Zur Gemeinderatswahl 2021 trat er nicht wieder an. Am 13. November 2021 wurde Markus Kellermann zum neu Bürgermeister der Gemeinde gewählt. Gemeindedirektor war von 1974 bis 2004 Armin Tiemann.
Bisherige Amtsinhaber:
- 1969–1976: Wilhelm Höfner
- 1976–1981: Helmut Winkler
- 1981–2001: Siegfried Witte
- seit 2001: Heinrich Schwenker

### Wappen
Blasonierung: Das Wappen der Gemeinde zeigt in der oberen Hälfte auf grünem Grund in gold einen fünfblättrigen Eichenzweig. In der unteren Hälfte des Wappens ist auf rotem Grund in gold eine Pflugschar dargestellt. Das Wappen ist geteilt durch zwei silberne Wellenbänder.

## Kultur und Sehenswürdigkeiten
- Malermuseum in einem ehemaligen Kuhstall des Hofes Witte, das von Malermeister Wilhelm Köster betreut wird.
- Feuerwehrtechnische Zentrale (FTZ) des Landkreises Diepholz; einige Fahrzeuge des Katastrophenschutzes sind hier ebenfalls stationiert.
- Sportverein SV Falke von 1947 mit Sportarten wie Fußball, Volleyball, Boxen, Tischtennis, Tanzen und Turnen.

## Persönlichkeiten
- Walter Link (1937–2010), Diakon, Sportlehrer, MdB (CDU-Seniorenkommission)